# Expulsion de Géorgiens de Russie en 2006
La déportation de Géorgiens de Russie en 2006 fait référence aux morts, aux arrestations illégales, aux expulsions et aux mauvais traitements infligés à plusieurs milliers de Géorgiens de souche par le gouvernement russe lors de la controverse sur l'espionnage entre la Géorgie et la Russie en 2006. La position officielle de la Russie est que les Géorgiens en question violent la loi russe sur l'immigration et que leur expulsion et leur traitement en détention relevait simplement de l'application standard de la loi. Le gouvernement géorgien rétorque que les actions concertées de la Russie contre les Géorgiens de souche, y compris des individus correctement documentés, constituent un acte de rétribution politique pour l'arrestation d'espions russes et équivaut à « une forme légère de nettoyage ethnique ». Les affirmations de la Géorgie sont soutenues par Human Rights Watch, qui documente « la détention et l'expulsion arbitraires et illégales par le gouvernement russe de Géorgiens, y compris de nombreux géorgiens qui vivaient et travaillaient légalement en Russie... ». La Géorgie poursuit par la suite le gouvernement russe devant la Cour européenne des droits de l'homme (CEDH).
En 2014, la Cour européenne tranche en faveur de la Géorgie, concluant que les actions de la Russie en 2006 violaient la Convention européenne des droits de l'homme. La décision donne au gouvernement russe un délai de 12 mois pour qu'il puisse négocier avec la Géorgie les modalités précises de l'indemnisation des dommages subis par les citoyens géorgiens et leurs familles ; en 2015, la Géorgie demande officiellement plus de 70 millions d'euros de dommages et intérêts pour les victimes,. En 2019, la Cour européenne accorde à la Géorgie une indemnité de 10 millions d'euros.

## Décès et allégations de mauvais traitements
La frénésie d'arrestations et de déportations de géorgiens de souche en Russie est entachée d'allégations de graves violations des droits de l'homme. Deux géorgiens sont morts à Moscou pendant leur détention. Tenghiz Togonidze, un travailleur migrant de 48 ans, meurt d'asthme aigu dans un aéroport de Moscou alors qu'il attendait son expulsion. Selon l'ambassade de Géorgie à Moscou, Togonidze s'est vu refuser des soins médicaux pendant cinq jours de détention malgré ses demandes de voir un médecin. Les autorités russes disent que tout a été fait pour lui. Manana Jabelia, une ressortissante géorgienne vivant en Russie depuis la guerre d'Abkhazie, décède d'une crise cardiaque à Moscou alors qu'elle était en détention pour n'avoir prétendument pas de papiers d'identité ou d'immigration. À l'époque, son passeport était en attente de renouvellement au consulat de Géorgie à Moscou.

## Réaction internationale
Le 1er octobre 2007, Human Rights Watch publie un rapport sur les immigrés géorgiens en Russie, qui documente « la détention et l'expulsion arbitraires et illégales de Géorgiens par le gouvernement russe, y compris de nombreux qui vivaient et travaillaient légalement en Russie », et cela à la suite des tensions entre la Russie et la Géorgie, « les autorités russes ont lancé une répression généralisée contre les Géorgiens de souche, les ressortissants géorgiens et les entreprises et organisations géorgiennes ou à thème géorgien... De hauts responsables gouvernementaux ont dénigré ouvertement les géorgiens à la télévision gouvernementale, la télévision et d'autres médias favorables au gouvernement ont emboîté le pas... La police et d'autres autorités ont nié les droits fondamentaux de nombreux détenus » et souligne que « la campagne du gouvernement russe contre les Géorgiens s'est déroulée dans un contexte de racisme et de xénophobie omniprésents en Russie ».
Dans son rapport de janvier 2007, Freedom House conclut que les autorités russes « toléraient et encourageaient les mauvais traitements infligés aux immigrants de Géorgie et d'autres pays du Caucase ».

## Poursuite judiciaire
La Géorgie poursuit la Russie devant la Cour européenne des droits de l'homme (CEDH), exigeant que Moscou rembourse les dommages pécuniaires et non pécuniaires. Le 3 juillet 2009, la CEDH déclare qu'elle juge recevables les plaintes de la Géorgie contre la Russie concernant les expulsions et qu'elle rendrait son arrêt « à une date ultérieure, ».
En 2014, la Cour européenne juge finalement que l'action de la Russie en 2006 était contraire à la Cour européenne des droits de l'homme et donne à Moscou 12 mois pour négocier avec la Géorgie les modalités précises de réparation des dommages subis par les citoyens géorgiens. En 2015, la Géorgie demande officiellement plus de 70 millions d'euros pour les victimes,.
En janvier 2019, la Cour européenne des droits de l'homme (CEDH) statue qu'à la suite du verdict de 2014 et de la demande d'indemnisation de la Géorgie en 2015, la Russie devait verser 10 millions d'euros à la Géorgie.